# La Civiltà Cattolica

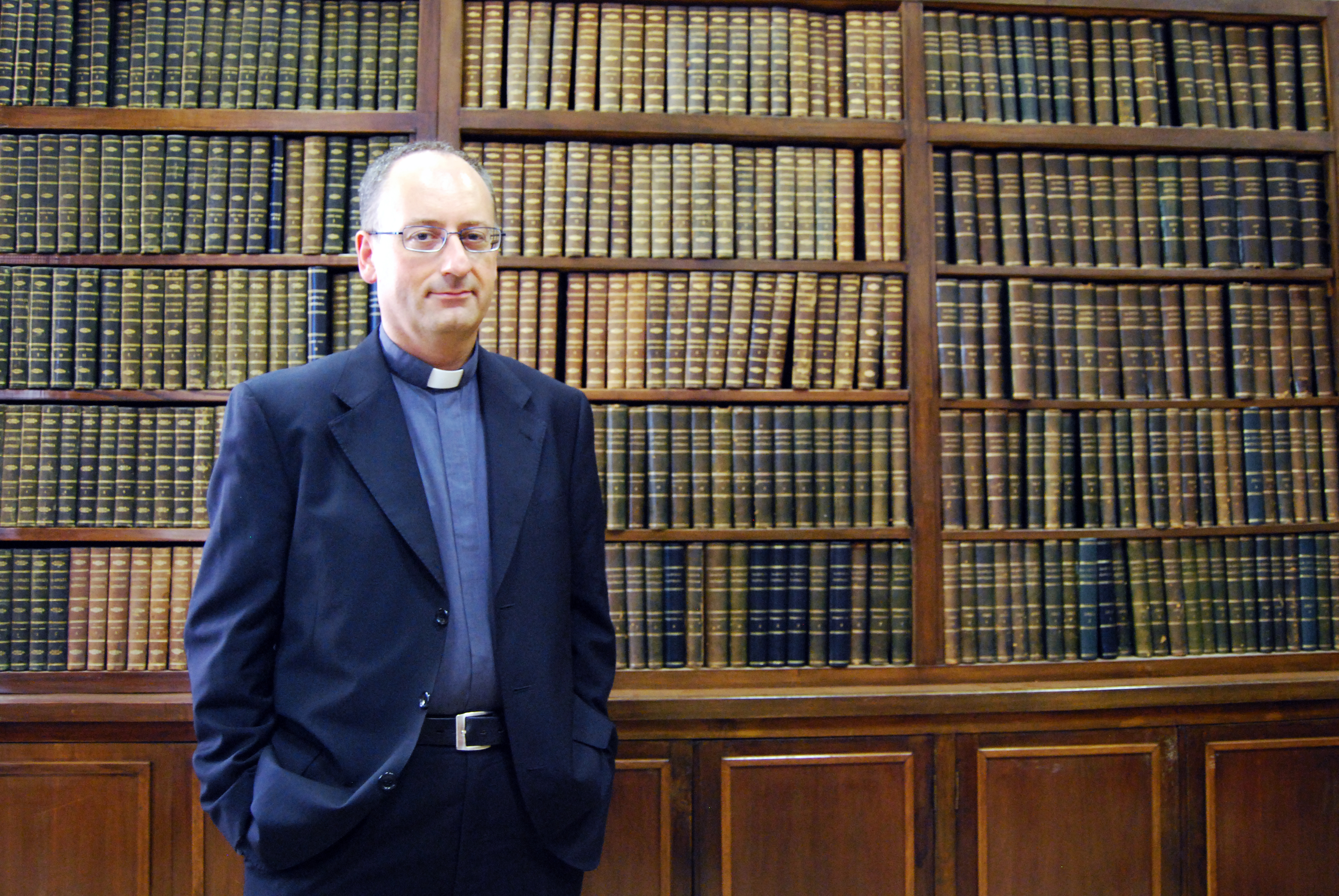
Pater Antonio Spadaro vor der vollständigen Sammlung der Zeitschrift La Civiltà Cattolica

La Civiltà Cattolica ist eine italienische Zeitschrift.

## Geschichte und Organisation
Die von Jesuiten herausgegebene Zeitschrift wurde am 6. April 1850 in Neapel gegründet wurde und fand weltweite Verbreitung.
Ab 1880 erschienen antisemitische Texte in der Zeitschrift, wobei sich der Ton antijüdischer Kampagnen und Artikel bis zum Zweiten Weltkrieg laufend verschärfte; erst nach dem Zweiten Vatikanischen Konzil 1965 kam es diesbezüglich zu einem Kurswechsel.
Civiltà Cattolica erscheint als italienische Ausgabe im Zweiwochen-Rhythmus. Seit 2017 zudem in einem monatlich oder zweimonatliche Turnus in neun verschiedenen Sprachen weltweit: Portugiesisch, Englisch, Spanisch, Französisch, Chinesisch, Koreanisch, Japanisch und Russisch. Zudem wurde ein englischsprachiger Youtube-Kanal eingerichtet.
Die seit 1850 erscheinende Zeitschrift mit einer Auflage von 15.000 Exemplaren zählt zu den ältesten katholischen italienischen Zeitschriften, die zudem mit Unterstützung des Staatssekretariats rechnen kann. Sitz der Redaktion ist in Rom in der Villa Malta, Via Francesco Crispi rsp. in der Casa dell’Istituto Religioso Maschile, Via di Porta Pinciana 1.

## Chefredakteur / Herausgeber
- Roberto Tucci SJ, 1959–1973
- Bartolomeo Sorge SJ, 1973–1985
- Gian Paolo Salvini SJ, 1985–2009
- Antonio Spadaro SJ, 2009–2023
- Nuno da Silva Gonçalves SJ, seit 1. Oktober 2023